# Аколит (сериал)
«Аколи́т» (англ. Star Wars: The Acolyte) — американский мини-сериал, созданный Лесли Хэдланд для стримингового сервиса Disney+ и включающий восемь эпизодов, часть медиафраншизы «Звёздные войны». Его действие происходит в конце эпохи Расцвета Республики за 100 лет до событий, показанных в основных фильмах серии. Главные роли в сериале сыграли Амандла Стенберг и Ли Джонджэ. Премьерный показ проходил на Disney+ с 4 июня по 16 июля 2024 года.

## Сюжет
Действие «Аколита» происходит в последние дни расцвета Республики, приблизительно за 100 лет до событий фильма «Звёздные войны. Эпизод I: Скрытая угроза» (1999). Девушка (в прошлом падаван) и её учитель-джедай начинают расследовать серию преступлений и сталкиваются с силами более зловещими, чем они могли себе представить.

## В ролях
- Амандла Стенберг — Оша и Мэй[4]
- Ли Джонджэ — магистр-джедай Сол[5]
- Мэнни Хасинто[англ.] — Циммир, контрабандист[6]
- Дафни Кин — Джекки, девушка-джедай, падаван Сола[5]
- Джоди Тёрнер-Смит — Анисея, мать Оши и Мэй, старейшина ковена ведьм[6][7]
- Ребекка Хендерсон[англ.] — Вернестра Роу, старший член Ордена джедаев[8][9]
- Чарли Барнетт — Йорн, джедай[5]
- Дин-Чарльз Чапман — магистр-джедай Торбин[3]
- Керри-Энн Мосс — джедай, магистр Индара[5]
- Маргарита Левиева — мать Корил, старейшина ковена ведьм[10]
- Йонас Суотамо — Келнакка, магистр-джедай, вуки[11]

## Список эпизодов
| № | Название                                     | Режиссёр           | Автор сценария                                | Дата премьеры |
| --- | -------------------------------------------- | ------------------ | --------------------------------------------- | ------------- |
| 1 | «Потеряно / Найдено» «Lost / Found»          | Лесли Хэдланд      | Лесли Хэдланд                                 | 4 июня 2024   |
| В баре на планете Уэда мастера-джедая Индару убивает женщина, в которой бармен узнаёт Ошу Анисею, бывшего ученика-падавана. Ошу, которая работает мекнеком, выполняя опасный ремонт снаружи космических кораблей, арестовывают рыцарь-джедай Йорд Фандар и его падаван Таси Лова. Она отрицает причастность к убийству. По пути на Корусант другие заключённые совершают побег и оставляют Ошу на планете Карлак. Оша приходит к выводу, что её сестра-близнец Мэй, считавшаяся погибшей при пожаре, выжила и что именно она убила Индару. Мастер-джедай Вернестра Руо отправляет на Карлак мастера Сола, бывшего учителя Оши, вместе с его нынешним падаваном Джекки Лоном и Йордом. Сол находит Ошу и соглашается с её предположением относительно Мэй. Тем временем Мэй встречается со своим таинственным учителем, и тот поручает ей убить джедая без применения оружия. |                                              |                    |                                               |               |
| 2 | «Месть / Справедливость» «Revenge / Justice» | Лесли Хэдланд      | Джейсон Микаллеф и Шармен Деграте             | 4 июня 2024   |
| Мэй пытается убить мастера-джедая Торбина в храме на планете Олега, но терпит неудачу из-за Медитации Силы: Торбин пребывает в безмолвной медитации более 10 лет. Вернестра отправляет Сола, Джекки, Йорда и Ошу расследовать это нападение. Мэй объединяется с Цимиром, который помогает ей охотиться на джедаев, находившихся на её родной планете Брендок во время пожара: помимо Индары и Торбина, это Келнакка и Сол. Кимир даёт Мэй яд и напоминает, что ей всё ещё нужно убить одного джедая без оружия. Мэй предлагает яд Торбину в качестве отпущения грехов. Он прекращает медитировать и принимает яд, умирая как раз в тот момент, когда прибывают остальные. Мэй сбегает, Оша выдаёт себя за неё, и благодаря этому узнаёт от Кимира о хозяине Мэй и о её планах. Той же ночью сёстры встречаются, Оша пытается оглушить Мэй, но той удаётся сбежать. Позже Мэй возвращается за Кимиром и угрожает ему из-за разговора с джедаями. Он избегает смерти, рассказав, что Келнакка живёт на планете Хофар. |                                              |                    |                                               |               |
| 3 | «Судьба» «Destiny»                           | Когонада           | Эйлин Сим и Жасмин Флорной                    | 11 июня 2024  |
| Действие происходит на Брендоке 16 годами ранее. Юные Мэй и Оша готовятся пройти обряд «вознесения», чтобы стать частью ковена, но Оша колеблется. Во время обряда в крепость ведьм приходят джедаи, они предлагают девочкам пройти испытания. Оша соглашается. Мэй, разочарованная выбором сестры, после испытаний устраивает пожар в крепости, чтобы не пустить её к джедаям, но всё выходит из под контроля, и в огне погибают все ведьмы. Сол успевает спасти Ошу и предлагает ей стать его падаваном. |                                              |                    |                                               |               |
| 4 | «День» «Day»                                 | Алекс Гарсия Лопез | Клэр Кихель и Кор Адана                       | 18 июня 2024  |
| Мэй и Кимир прибывают на Хофор, чтобы найти и убить магистра Келнакку. Совет джедаев тем временем направляет за Келнаккой Сола, Джекки, Йорда и ещё нескольких джедаев. В последний момент Сол уговаривает Ошу отправиться с ними. Мэй меняет своё решение и говорит Кимиру, что сдастся джедаям. Она обнаруживает Келнакку мёртвым и понимает, что её учитель находится неподалёку. Вскоре прибывает отряд джедаев, но попытка арестовать Мэй проваливается из-за появления таинственного тёмныго джедая с красным световым мечом. |                                              |                    |                                               |               |
| 5 | «Ночь» «Night»                               | Алекс Гарсия Лопез | Кэмерон Скуайерз и Кор Адана                  | 25 июня 2024  |
| В схватке с неизвестным погибают почти все джедаи, кроме Сола. Джеки удаётся перед смертью сбить с противника шлем, выясняется, что это Кимир. Он берёт Мэй в заложники, но его уносят местные летучие существа, спровоцированные Ошей. Мэй побеждает Сола в бою, тот теряет сознание. У сестёр происходит откровенный разговор. Каждая остаётся при своём, и Мэй оглушает Ошу. Надев одежду сестры, она вместе с пришедшим в себя Солом отправляется к кораблю. Кимир расправляется с тварями и возвращается на место битвы, где находит Ошу. |                                              |                    |                                               |               |
| 6 | «Обучать / Совращать» «Teach / Corrupt»      | Ханель Кулпеппер   | Джейсон Микаллеф и Джослин Байо               | 2 июля 2024   |
| Оша просыпается на неизвестной планете, где находит Кимира. Тот ведёт себя дружелюбно. Тем временем Сол и Мэй покидают Хофор, но при попытке передать послание на Корусант происходит сбой. Мэй чинит корабль, чтобы не раскрыть себя. Сол, переживая потерю отряда, долго не замечает подмены, но, когда Мэй просит его рассказать о событиях на Брендоке, он догадывается, что перед ним другая сестра, и оглушает её. Джедаи Корусанта получают обрывок сообщения Сола и отправляются на Хофор, где обнаруживают множество мёртвых тел. Мэй приходит в себя, прикованная к кровати. Сол обещает её отпустить после того, как она выслушает его версию событий на Брендоке. |                                              |                    |                                               |               |
| 7 | «Выбор» «Choice»                             | Когонада           | Жасмин Флорной, Шармен Деграте и Джен Ричардз | 9 июля 2024   |
| Эпизод является рекапом событий 3 эпизода от лица джедая Сола. Он привносит новые детали в историю. |                                              |                    |                                               |               |
| 8 | «Аколит» «The Acolyte»                       | Ханель Кулпеппер   | Джейсон Микаллеф                              | 16 июля 2024  |
| Оша надевает шлем Кимира, и её посещает видение о том, как Мэй убивает Сола. Тем временем Мэй сбегает, с помощью аварийной капсулы достигает Брендока и совершает там посадку. Сол отправляется за ней, Оша и Кимир идут ему на помощь. На Корусанте джедаи видят, что коммуникатор на корабле Сола снова включён, и отправляются на Брендок. Миссию возглавляет магистр Вернестра. Когда Оша и Кимир прибывают на Брендок, Кимир сбегает. Сол ищет Мэй в крепости ведьм, но его находит Кимир. Сол побеждает в бою, в этот момент появляется Мэй, которая заставляет джедая признаться в убийстве её матери. Оша, услышав это, убивает Сола. Она хватает меч магистра, но тот пропитывается её энергией и меняет цвет на красный. На планете приземляется транспорт джедаев, Кимир снова сбегает. Сёстры, объединившись, сбегают вместе. Джедаи обнаруживают тело Сола и начинают расследование. Сёстры приходят к дереву, куда в детстве сбегала Оша, там их находит Кимир. Понимая, что джедаи найдут их и попытаются использовать, Оша предлагает Кимиру стереть Мэй память, а сама просится стать его учеником. После этого Оша и Кимир уходят, а Мэй встречает джедаев, которые её арестовывают. На Корусанте магистр Вернестра скрывает существования ситха и обвиняет во всём Сола. |                                              |                    |                                               |               |

## Создание и релиз
Не позже апреля 2020 года сценаристка Лесли Хэдланд начала работу над сериалом во вселенной «Звёздных войн» для стримингового сервиса Disney+. В Lucasfilm официально это подтвердили 4 мая того же года, в День «Звёздных войн». 10 декабря стало известно, что сериал будет называться «Аколит» и что его действие развернётся во времена Расцвета Республики, до событий основных фильмов серии. Совместно с Хэдланд над шоу работала представительница Lucasfilm Рэйн Робертс, источниками вдохновения стали игры и книги из Расширенной вселенной. В создании сценария участвовали Чармейн де Грейт и Кэмерон Сквайрс.
В мае 2022 года Хэдланд заявила, что работа над сценарием практически завершена. Она охарактеризовала проект как сериал, «ориентированный на женскую аудиторию», в котором наряду с протагонистом-женщиной есть и мужские персонажи, а новые герои соседствуют с каноническими. Хэдланд признала, что такое понравится не всем фанатам, но не увидела в этом проблему, так как в производстве находился ряд других проектов по «Звёздным войнам». Она уточнила, что хотела исследовать мир «Звёздных войн» с точки зрения злодеев, и времена Расцвета Республики, «эпоха Возрождения или Просвещения», — лучший период для этого, поскольку в те времена «плохие парни не обладали невероятным численным превосходством». Компания Lucasfilm к тому моменту запустила в работу серию книг о Расцвете Республики и была заинтересована в детальном исследовании этой темы в сериале.
Хэдланд обратила внимание на источники, которыми вдохновлялся создатель «Звёздных войн» Джордж Лукас, в том числе на вестерны и самурайские фильмы Акиры Куросавы, и решила в большей степени черпать вдохновение из фильмов о боевых искусствах, которые она считала «чуть более личными и менее глобальными и галактическими». Это были, в частности, картины в жанре уся Кинга Ху и Shaw Brothers Studio, включая «Выпей со мной» (1966) и «Прикосновение дзена» (1971).
Подбор актёров для сериала начался в июне 2021 года. В июле 2022 года Амандла Стенберг получила главную роль, в сентябре к актёрскому коллективу присоединились Ли Джонджэ (в главной мужской роли), Мэнни Хасинто и Чарли Барнетт, в ноябре — Дафни Кин, Ребекка Хендерсон, Дин-Чарльз Чапман и Керри-Энн Мосс, в декабре — Маргарита Левиева. В апреле 2023 года стало известно, что Йонас Суотамо играет в сериале вуки Келнакку (до этого он играл Чубакку в трилогии сиквелов).
Съёмки начались 30 октября 2022 года на студии Shinfield Studios в Великобритании, причём проект получил рабочее название «Парадокс». Хэдланд, Гарсиа Лопес и Когонада стали режиссёрами эпизодов, Джеймс Френд — оператором. На производстве применялась технология StageCraft. Съёмки завершились 6 июня 2023 года.
Первые кадры из сериала были показаны на Star Wars Celebration в Лондоне в апреле 2023 года. Первый официальный трейлер появился 19 марта, причём за первые 24 часа он набрал 51,3 млн просмотров, что стало рекордом для сериалов по «Звёздным Войнам» на Disney+. Премьерный показ «Аколита» проходил на Disney+ с 4 июня по 16 июля 2024 года.

## Оценки
На сайте-агрегаторе отзывов Rotten Tomatoes «Аколит» получил рейтинг 78 % при средней оценке 7,05 из 10. При этом многие фанаты «Звёздных войн» были разочарованы: сюжет противоречит канонам вселенной, авторы шоу подбирали актёров, исходя только из принципа инклюзивности (в результате в касте нет ни одной звезды первой величины), а сериал в целом получился, по выражению Алексея Литовченко (портал «Кинорепортёр»), «проходной», «маленький, сравнительно бедненький и незначительный». Евгений Белоусов (портал «После титров») назвал «Аколит» «катастрофой межгалактических масштабов» из-за банальности сюжета и плоскости персонажей. По мнению критика, это «скучный, неинтересный и ненужный проект, который погубило тотальное неуважение со стороны создателей».
Обозреватель «Мира фантастики» Александр Стрепетилов отметил, что авторы «Аколита» хорошо знают мир «Звёздных войн» и бережно обходятся с материалом, высоко оценил боевые сцены и мотивы, взятые из фильмов о восточных единоборствах. Однако он счёл неудовлетворительной детективную линию, назвал раскрытие темы «о несостоятельности ордена джедаев» слишком поверхностным, а характеры Оши и Мэй — неубедительными. Эпоха Расцвета Республики, по мнению критика, осталась непоказанной, а в целом «почти каждый интересный ход, каждая любопытная задумка погребены под посредственной реализацией».